# Teoria de camps eficaç
En física, una teoria de camps eficaç és un tipus d'aproximació, o teoria efectiva, per a una teoria física subjacent, com ara una teoria quàntica de camps o un model de mecànica estadística. Una teoria de camps eficaç inclou els graus de llibertat adequats per descriure els fenòmens físics que es produeixen a una escala de longitud o escala d'energia escollida, ignorant la subestructura i els graus de llibertat a distàncies més curtes (o, de manera equivalent, a energies més altes). Intuïtivament, es fa una mitjana sobre el comportament de la teoria subjacent a escales de longitud més curtes per obtenir el que s'espera que sigui un model simplificat a escales de longitud més llargues. Les teories de camp efectives solen funcionar millor quan hi ha una gran separació entre l'escala de longitud d'interès i l'escala de longitud de la dinàmica subjacent. Les teories de camp efectives han trobat ús en la física de partícules, la mecànica estadística, la física de la matèria condensada, la relativitat general i la hidrodinàmica. Simplifican els càlculs i permeten el tractament dels efectes de dissipació i radiació.

## Grup de renormalització
Actualment, les teories de camp efectives es discuteixen en el context del grup de renormalització (RG) on el procés d' integració dels graus de llibertat de curta distància es fa sistemàtic. Tot i que aquest mètode no és prou concret per permetre la construcció real de teories de camp efectives, la comprensió bruta de la seva utilitat es fa evident a través d'una anàlisi RG. Aquest mètode també dóna credibilitat a la tècnica principal de construcció de teories de camp efectives, mitjançant l'anàlisi de simetries. Si hi ha una única escala d'energia {\displaystyle M} en la teoria microscòpica, llavors la teoria del camp efectiu es pot veure com una expansió en {\displaystyle 1/M}. La construcció d'una teoria de camps eficaç precisa d'alguna potència de {\displaystyle 1/M} requereix un nou conjunt de paràmetres lliures a cada ordre de l'expansió {\displaystyle 1/M}. Aquesta tècnica és útil per a la dispersió o altres processos on l'escala de moment màxim {\displaystyle \mathbf {k} } compleix la condició {\displaystyle |\mathbf {k} |/M\ll 1}. Com que les teories de camp efectives no són vàlides a petites escales de longitud, no cal que siguin renormalitzables. De fet, el nombre cada cop més gran de paràmetres a cada ordre en {\displaystyle 1/M} requerits per a una teoria de camps eficaç significa que generalment no són renormalitzables en el mateix sentit que l'electrodinàmica quàntica que només requereix la renormalització de dos paràmetres.

## Exemples

### Teoria de Fermi de la desintegració beta
L'exemple més conegut d'una teoria de camps eficaç és la teoria de Fermi de la desintegració beta. Aquesta teoria es va desenvolupar durant l'estudi primerenc de les desintegracions febles dels nuclis quan només es coneixien els hadrons i les leptons que s'estaven sotmesos a una desintegració feble. Les reaccions típiques estudiades van ser:
{\displaystyle {\begin{aligned}n&\to p+e^{-}+{\overline {\nu }}_{e}\\\mu ^{-}&\to e^{-}+{\overline {\nu }}_{e}+\nu _{\mu }.\end{aligned}}}
Aquesta teoria va plantejar una interacció puntual entre els quatre fermions implicats en aquestes reaccions. La teoria va tenir un gran èxit fenomenològic i finalment es va entendre que sorgeix de la teoria gauge de les interaccions electrofebles, que forma part del model estàndard de la física de partícules. En aquesta teoria més fonamental, les interaccions estan mediades per un bosó de gauge que canvia el sabor, el W ±. L'immens èxit de la teoria de Fermi va ser perquè la partícula W té una massa d'uns 80 GeV, mentre que els primers experiments es van fer tots a una escala d'energia de menys de 10 MeV. Aquesta separació d'escales, en més de 3 ordres de magnitud, encara no s'ha complert en cap altra situació.

### BCS teoria de la superconductivitat
Un altre exemple famós és la teoria de la superconductivitat BCS. Aquí la teoria subjacent és la teoria dels electrons en un metall que interactuen amb les vibracions de la xarxa anomenades fonons. Els fonons provoquen interaccions atractives entre alguns electrons, fent-los formar parells de Cooper. L'escala de longitud d'aquests parells és molt més gran que la longitud d'ona dels fonons, cosa que permet descuidar la dinàmica dels fonons i construir una teoria en la qual dos electrons interactuen efectivament en un punt. Aquesta teoria ha tingut un èxit notable a l'hora de descriure i predir els resultats dels experiments de superconductivitat.

### Teories del camp gravitatori
S'espera que la relativitat general (GR) sigui la teoria del camp efectiu de baixa energia d'una teoria completa de la gravetat quàntica, com ara la teoria de cordes o la gravetat quàntica de bucle. L'escala d'expansió és la massa de Planck. Les teories de camp efectives també s'han utilitzat per simplificar problemes de la relativitat general, en particular en el càlcul de la signatura d'ona gravitatòria d'objectes inspiradors de mida finita. L'EFT més comú en GR és la relativitat general no relativista (NRGR), que és similar a l'expansió post-newtoniana. Un altre GR EFT comú és la relació de massa extrema (EMR), que en el context del problema inspirador s'anomena proporció de massa extrema inspirada.

### Altres exemples
Actualment, s'escriuen teories de camp efectives per a moltes situacions.
- Una branca important de la física nuclear és l'hadrodinàmica quàntica, on les interaccions dels hadrons es tracten com una teoria de camps, que hauria de ser derivada de la teoria subjacent de la cromodinàmica quàntica (QCD). L'hadrodinàmica quàntica és la teoria de la força nuclear, de la mateixa manera que la cromodinàmica quàntica és la teoria de la interacció forta i l'electrodinàmica quàntica és la teoria de la força electromagnètica. A causa de la menor separació de les escales de longitud aquí, aquesta teoria eficaç té cert poder classificatori, però no l'espectacular èxit de la teoria de Fermi.
- En física de partícules, la teoria de camp eficaç de QCD anomenada teoria de pertorbacions quirals ha tingut un millor èxit.[8] Aquesta teoria tracta de les interaccions dels hadrons amb pions o kaons, que són els bosons de Goldstone de trencament espontània de simetria quiral. El paràmetre d'expansió és l'energia/impuls del pió.
- Per als hadrons que contenen un quark pesat (com el fons o l'encant), s'ha trobat útil una teoria de camp eficaç que s'expandeix en les potències de la massa del quark, anomenada teoria efectiva del quark pesat (HQET).
- Per als hadrons que contenen dos quarks pesants, s'ha trobat útil una teoria de camp eficaç que s'expandeix en potències de la velocitat relativa dels quarks pesats, anomenada QCD no relativista (NRQCD), especialment quan s'utilitza en conjunció amb la xarxa QCD.
- Per a les reaccions d'hadrons amb partícules energètiques lleugeres (colineals), les interaccions amb graus de llibertat de baixa energia (tous) es descriuen per la teoria eficaç colineal suau (SCET).
- Gran part de la física de la matèria condensada consisteix a escriure teories de camp efectives per a la propietat particular de la matèria que s'estudia.
- La hidrodinàmica sense dissipació també es pot tractar mitjançant teories de camp efectives.[9]